# Relicario Monymusk

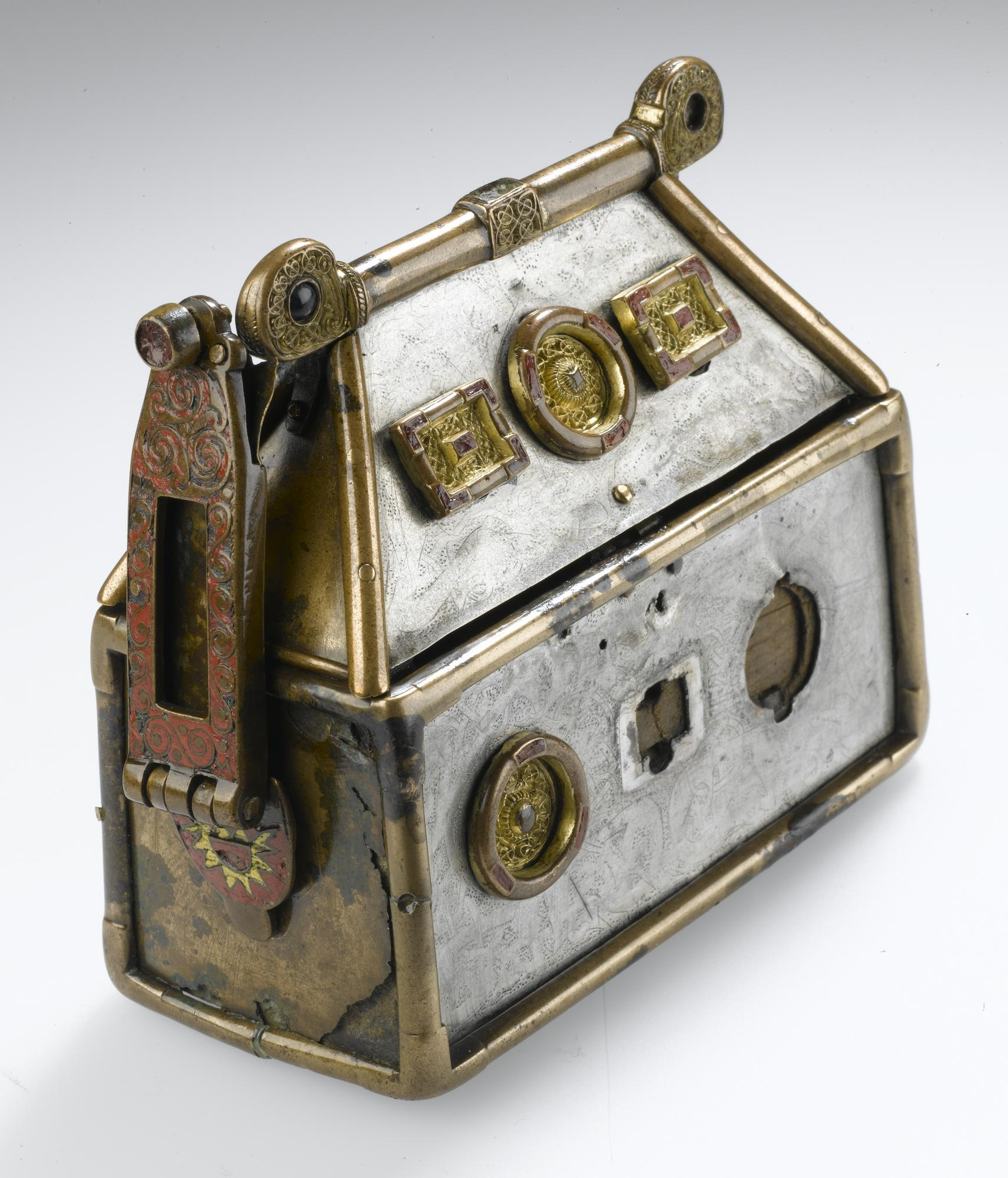
El relicario Monymusk, fabricado cerca del 750.

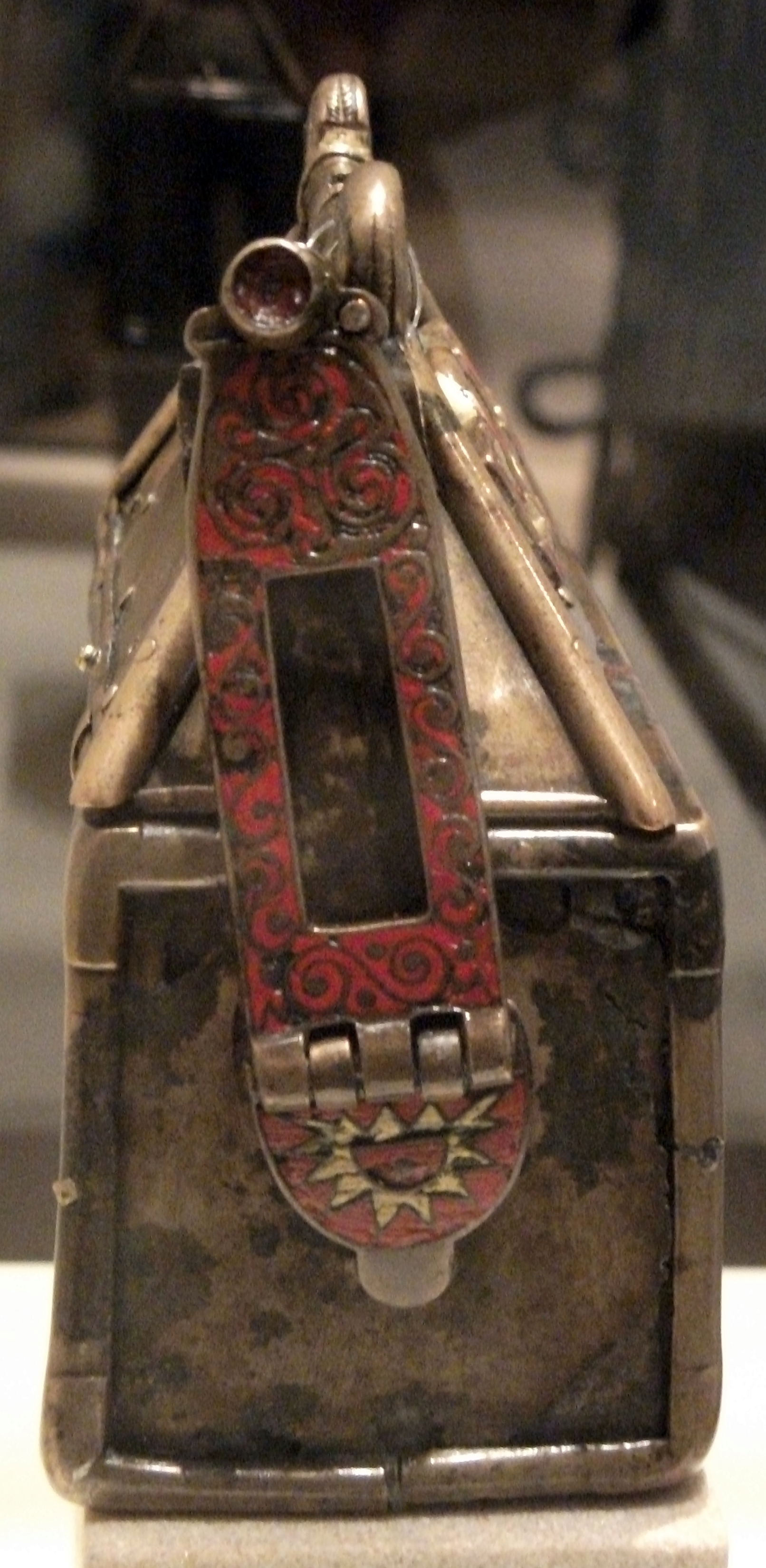
Vista lateral.

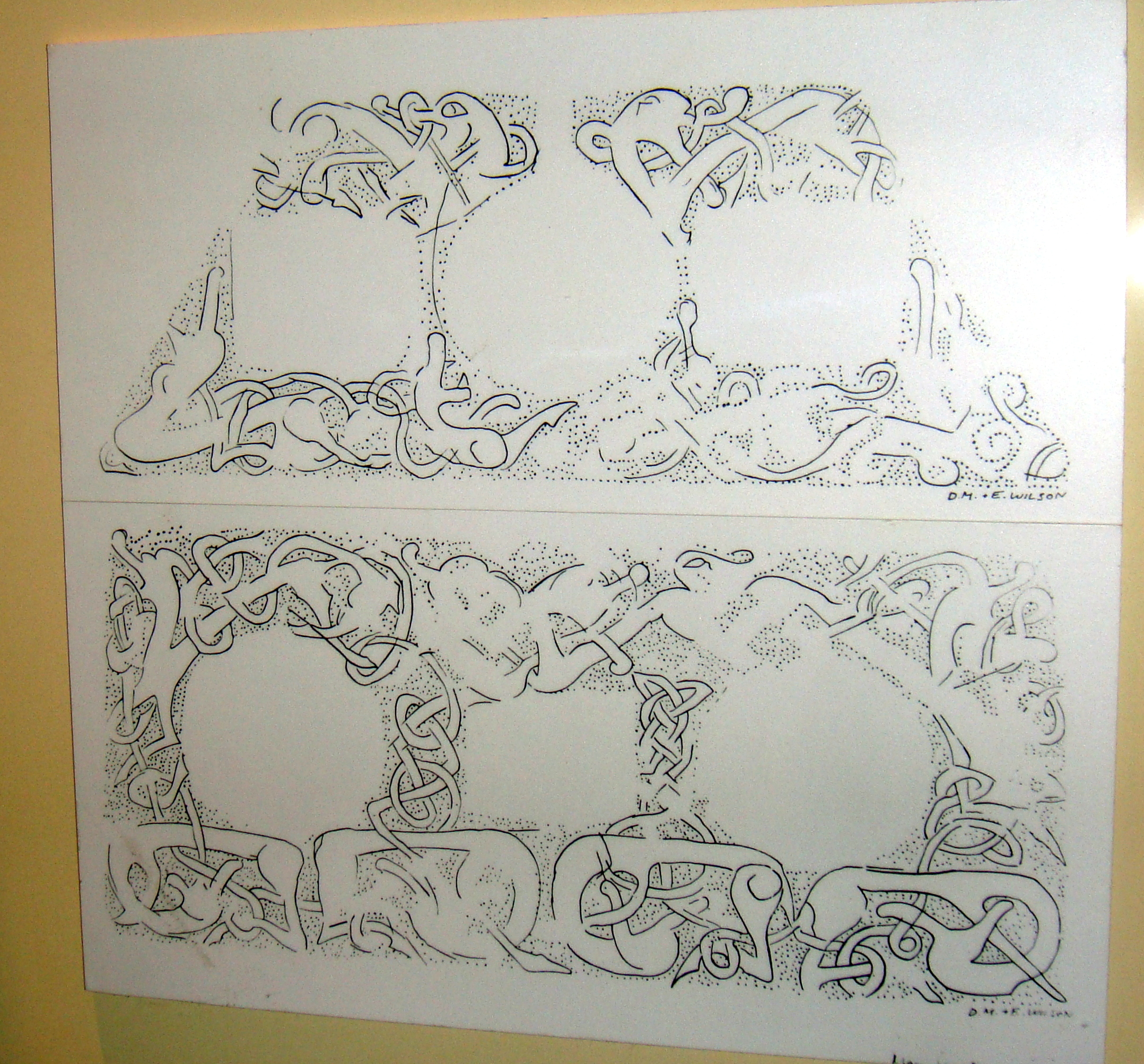
Calco de los dibujos grabados en el relicario.

El relicario Monymusk es un relicario escocés del siglo VIII fabricado en madera y metal caracterizado por una fusión de Arte insular de diseño gaélico y picto y trabajo del metal anglosajón, probablemente por los monjes de Iona. Se ha dicho que era la Brecbennoch de San Columba (gaélico moderno Breac Bannoch, ‘en relieve cosa puntiaguda’), una insignia de guerra sagrada del ejército escocés, que se utilizaba para la asistencia del santo, pero ahora se piensa que no es el objeto mencionado en los registros históricos. Muy pocos relicarios insulares sobreviven, aunque muchos se mencionan en los registros de la época. Es un ejemplo temprano de la chasse o relicario en forma de casa, que se hizo popular en toda Europa a finales de la Edad Media, tal vez influenciado por los estilos insulares. El Relicario Monymusk está vacío y sus dimensiones son de 112 mm de ancho, 51 mm de fondo y 89 mm de alto.

## Descripción
Se caracteriza por una mezcla de diseños artísticos pictos y tradiciones artísticas irlandesas (quizás fue traída, en principio, a Escocia por los misioneros irlandeses en el siglo VI), fusionados con las técnicas metalúrgicas anglosajonas, un movimiento artístico ahora clasificado como arte insular o hiberno-sajón. El cofre es de madera, pero está cubierto con una aleación de plata y cobre. Fue realizado alrededor de 750, probablemente por los monjes de Iona. La combinación mostrada, de estilos picto e insular, es similar a la que aparece en los manuscritos como los Evangelios de Lindisfarne (c. 715). Las láminas de plata en la parte delantera y la tapa del cofre se adornan con animales saltando y retorciéndose, y mordiendo su cola en un campo manchado, característica del estilo de los animales en el arte celta. Las marcas de punzón punteadas son características del estilo irlandés.

## Significado
Fue significativo, ya que se dice que contuvo reliquias de San Columba, el santo más popular de la Escocia medieval, y se cree que llegó a ser la Brecbennoch de San Columba, una insignia sagrada de guerra del ejército escocés. Puede que hubiese sido entregado al abad de Arbroath durante el reinado de Guillermo I (r. 1165-1214), quien a su vez lo pasó a cuidado de otra persona en Forglen. El custodio fue encargado del cuidado del relicario, por lo que podría ser utilizado para la asistencia santa de los escoceses en la batalla. Fue llevada por el ejército gaélico, quien obtuvo la victoria contra el ejército del rey Eduardo II de Inglaterra en la batalla de Bannockburn (1314). Se quedó en Forglen hasta el siglo XVI, cuando ambos Forglen y Monymusk llegaron a manos de la familia Forbes. En 1712 se transfirió a Sir Francis Grant de Cullen. Se quedó en la colección de Grant hasta 1933, cuando fue adquirida por el pueblo. Ahora está bajo la custodia, y en exposición, en el Museo de Escocia, en el que es, sin duda, una de las piezas más importantes de toda la colección del Museo.